# تعاريف الفاشية

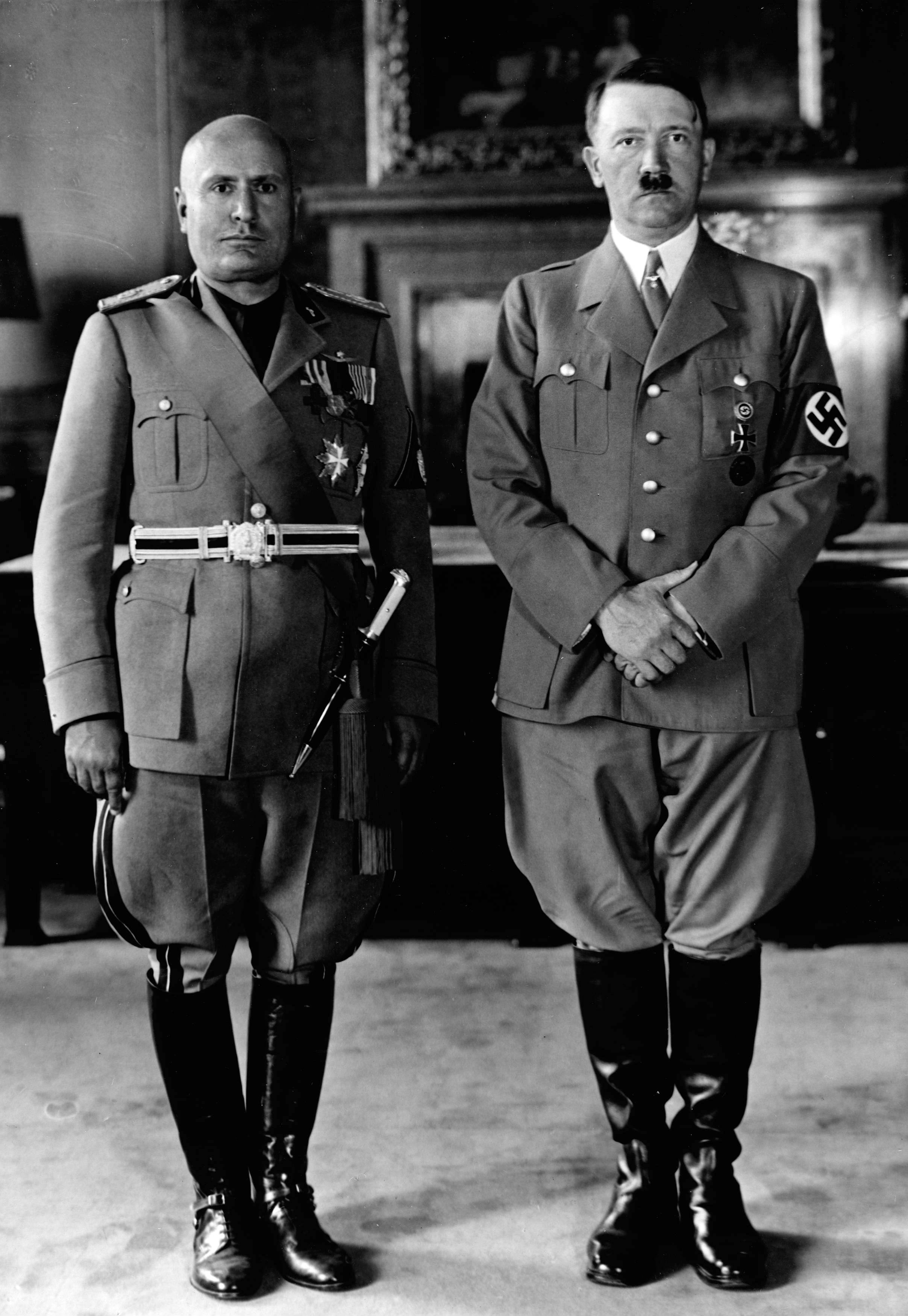
صورة لهتلر و موسيليني

كان ما يشكل تعريفًا للفاشية والحكومات الفاشية موضوعًا معقدًا ومتنازع عليه إلى حد كبير في ما يتعلق بالطبيعة الدقيقة للفاشية وعقائدها الأساسية التي نوقشت بين المؤرخين وعلماء السياسة وغيرهم من العلماء منذ أن استخدم بينيتو موسوليني المصطلح لأول مرة عام 1915. كتب المؤرخ إيان كيرشو ذات مرة أن «محاولة تعريف «الفاشية» أشبه بمحاولة تثبيت مادة هلامية على الحائط».
يتفق عدد كبير من الباحثين على أن «النظام الفاشي» هو في المقام الأول شكل سلطوي من أشكال الحكم، على الرغم من أن ليست كل الأنظمة السلطوية فاشية. تُعد السلطوية بالتالي سمة مميزة، ولكن معظم الباحثين يقولون بضرورة تواجد المزيد من السمات المميزة لجعل النظام السلطوي فاشيًا.
من الصعب كذلك تعريف الفاشية من الناحية الأيديولوجية. كانت الفاشية، في الأصل، تشير إلى حركة سياسية شمولية مرتبطة بالنقابوية التي كانت موجودة في إيطاليا منذ عام 1922 إلى عام 1943 تحت قيادة بينيتو موسوليني. يستخدم العديد من الباحثين كلمة «الفاشية» بمعنى أعم، للإشارة إلى أيديولوجيا (أو مجموعة من الأيديولوجيات) أثرت في العديد من البلدان في أوقات مختلفة. سعى الباحثون، في هذا الصدد، إلى تحديد ما يسميه روجر غريفين «الحد الأدنى للفاشية»، أي الحد الأدنى من الشروط التي يتعين على حركة سياسية معينة استيفاؤها كي تُعتبر «فاشية».
درس الباحثون جوانب الفاشية المتعلقة بنهاية العالم وعقيدة المليارية.

## تعاريف الفاشيون

### بينيتو موسوليني
وصف بينيتو موسوليني، وهو أول من استخدم هذه العبارة للتعبير عن حزبه السياسي عام 1915، الفاشية في مقاله مذهب الفاشية على النحو التالي:
من المسلم به أن القرن التاسع عشر كان قرن الاشتراكية والليبرالية والديمقراطية، لكن هذا لا يعني أن القرن العشرين ينبغي أن يكون أيضًا قرن الاشتراكية والليبرالية والديمقراطية. إن المذاهب السياسية زائلة، والشعوب باقية. ونحن أحرار في الاعتقاد بأن هذا هو قرن السلطة، قرن «اليمين»، قرن فاشي. وإذا كان القرن التاسع عشر هو قرن الفرد (إذ أن الليبرالية تقتضي الفردية) فنحن أحرار في الاعتقاد بأن هذا هو قرن «الجماعة»، وبالتالي قرن الدولة.
إن مفهوم الدولة الفاشية مفهوم شامل، فلا يمكن أن يوجد خارجه أي قيم إنسانية أو روحية، ناهيك عن وجود أي قيمة. وتُعد الفاشية، على هذا النحو، شمولية، والدولة الفاشية، التي تتألف من تركيبة ووحدة تضم كل القيم، تفسر وتطور وتعزز حياة الشعب بأكملها.
الفاشية مفهوم ديني، يُنظر فيه للمرء في إطار علاقته الجوهرية مع قانون أسمى ومع إرادة موضوعية تتجاوز إرادة الفرد وتسمو به نحو عضوية واعية في مجتمع روحي. ومن لم ير في السياسة الدينية للنظام الفاشي سوى الانتهازية، فإنه لم يفهم أن الفاشية، إلى جانب كونها نظامًا للحكم، فإنها أيضًا، وقبل كل شيء، نظام فكري.

قال موسوليني في خطاب أمام مجلس النواب في 26 مايو 1927:
كل شيء بالدولة، لا شيء خارج الدولة، لا شيء ضد الدولة.

### فرانسيسكو فرانكو
وصف الزعيم القومي الإسباني فرانسيسكو فرانكو، في مقابلة مع هنري ماسيس عام 1938، حركته في إسبانيا بأنها جزء من اتجاه أوسع وقال عن هذا الاتجاه:
الفاشية، بما أنها هي الكلمة المستخدمة، تقدم حيثما حلت، أوصافًا تختلف باختلاف البلدان والمزاج القومي. إنها في الأساس رد فعل دفاعي من الكائن الحي، مظهر من مظاهر الرغبة في الحياة، والرغبة في عدم الموت، والتي تستولي في بعض الأحيان على شعب بأكمله. من أجل ذلك يتفاعل كل شعب بطريقته الخاصة، وفقًا لمفهومه عن الحياة. وفي حالتنا، فإن نهوضنا ذو معنى إسباني! إذ ما القواسم المشتركة بينها وبين الهتلرية، التي كانت، في المقام الأول، رد فعل ضد حالة الأشياء التي خلقتها الهزيمة، والتنازل واليأس الذي أعقبها؟